# Джоон-Арык (река)
Джоон-Арык (Джуанарык, Жоон-Арык, Джоонарык; кирг. Жоон-Арык) — река в Кочкорском районе Нарынской области Кыргызстана. Сливаясь с рекой Кочкор у села Кочкорка образует Чу.
Образована в результате слияния рек Кара-Куджур и Тёлёк. От истока течёт через западные предгорья Тескей-Ала-Тоо на северо-запад, в среднем течении — на север, ближе к устью — в северо-восточном направлении.
Длина реки составляет 34,8 км, площадь бассейна — 1340 км², расход — 11,4 м³ в секунду.
Вода реки используется для полива, здесь имеются более десятка оросительных каналов. На берегу реки расположено село Кек-Джар (Кокджар).